# Mare Nostrum (natation)
Pour les articles homonymes, voir Mare nostrum (homonymie).

Logo de Mare Nostrum

Le Mare Nostrum est un circuit annuel de natation regroupant 3 meetings et accueillant des nageurs classés parmi les meilleurs mondiaux. 
Le Mare Nostrum est organisé durant le mois de juin, chaque meeting se déroulant sur 2 jours.

## Les meetings
- Barcelone (Espagne) : Gran Premi Internacional Ciutat de Barcelona
- Canet-en-Roussillon (France) : Meeting International de Canet-en-Roussillon
- Monaco : Meeting international de natation de Monte-Carlo

## Palmarès
À l'issue des 3 meetings un classement mixte est réalisé (regroupant les différentes nages) en fonction des points marqués, le nageur ayant marqué le plus de points remporte le trophée.
- 2000 : Denis Silantiev ( Ukraine)
- 2001 : Denis Silantiev ( Ukraine)
- 2002 : Denis Silantiev ( Ukraine)
- 2003 : Martina Moravcová ( Slovaquie)
- 2004 : Camelia Potec ( Roumanie)
- 2005 : László Cseh ( Hongrie)
- 2006 : Leisel Jones ( Australie)
- 2007 : Tara Kirk ( États-Unis)
- 2008 : Sophie Edington ( Australie)
- 2009 : Anastasia Zueva ( Russie)
- 2010 : Rebecca Soni ( États-Unis)